# Sociedad sin efectivo

Icono de una tarjeta de crédito
El uso de tarjetas favorece la eliminación de dinero en efectivo. La generalización de sistemas de pago electrónico hace disminuir la cantidad de dinero en metálico en la sociedad y aumenta la cantidad de dinero en manos de los bancos.

Una sociedad sin dinero en efectivo o sociedad sin dinero en metálico (en inglés, cashless society) es aquella en la que se ha llevado a cabo la eliminación, abolición o prohibición del dinero en efectivo -monedas o billetes (papel moneda)- para todos los pagos en metálico ya sean intercambios económicos personales, comerciales y financieros utilizando exclusivamente medios de pago electrónico y digitales: tarjetas de pago, de crédito o débito, transferencias electrónicas, dinero digital o electrónico.
La eliminación del dinero en efectivo favorece la efectividad de las política monetarias y económicas de los bancos y de los gobiernos de los distintos estados. Puede perjudicar a los ciudadanos ya que facilita una vigilancia masiva, pudiendo poner en cuestión algunas de las libertades básicas; impide la retirada en efectivo frente a una crisis bancaria o pánico bancario y facilita que los bancos puedan penalizar los ahorros con intereses negativos. Algunos autores, como Fernando Zunzunegui, consideran inmoral la eliminación de efectivo Otros autores, como Kenneth Rogoff, sostiene que el dinero en metálico es el principal causante de la evasión de impuestos y de la economía sumergida e ilegal.
Dinamarca y Suecia son dos de los países pioneros en la reducción de dinero en efectivo al que siguen otros países nórdicos y también Reino Unido. Distintos gobiernos han puesto límite a los pagos en metálico: en Francia, Portugal o España (desde la ley 11/2021) el límite son 1000 €. En la Unión Europea se impedirán pagos en efectivo superiores a 10.000 euros para frenar el blanqueo de capitales.

## El fin del dinero en efectivo
El dinero en efectivo o dinero fiduciario ha sido utilizado a lo largo de la historia para facilitar el regalo, la donación, el intercambio de bienes, las transacciones económicas -compraventa de bienes y servicios- y financieras. A lo largo de la historia ha surgido la principal institución financiera, la banca, que ha ido creando numerosos productos financieros (como por ejemplo empréstito, título de crédito, tarjeta de crédito, letra de cambio, cheque, hipoteca, acciones, bonos, y acciones preferentes) con el objetivo de facilitar el crédito y el comercio.  El crecimiento de las instituciones financieras (banca comercial o de depósitos y banca de inversión) ha sido de tal magnitud que su importancia frente a la economía productiva hace peligrar su función crediticia básica preocupándose, como institución, más de su propia supervivencia e intereses entre los que estaría la eliminación del dinero en efectivo. A estas circunstancias hay que sumar que el aumento de las transacciones sin moneda durante la última década del siglo XX con la popularización de la banca electrónica se globalizó a finales de la primera década del siglo XXI; generalización de los pagos digitales incluyendo intermediarios como Izettle, Paypal, CIPS, tarjeta sin contacto Near field communication, aplicaciones para teléfonos inteligentes (smartphones) además de la generalización de la factura electrónica. Se puede hablar de la decadencia de la banca comercial tradicional. Aunque el efectivo se haya reducido en muchos países la idea de una sociedad sin ningún tipo de efectivo sigue siendo muy difícil de alcanzar.

### Porcentaje de dinero en efectivo
La oferta de dinero es la suma del dinero efectivo más los depósitos bancarios. La proporción del dinero efectivo ha ido disminuyendo por el aumento de los medios electrónicos de pago (tarjetas y transferencias electrónicas). A este cambio de hábitos de los particulares hay que sumar que tanto la capacidad de creación de dinero de los bancos mediante créditos -dinero bancario- como la extensión constante de todas los productos financieros han reducido la cantidad de dinero en efectivo en manos de los ciudadanos que se calcula entre el 1% y un 8% en 2016.

### Medidas para eliminar el dinero en efectivo
El proceso de eliminación del dinero en efectivo se puede potenciar si se aplican algunas medidas:
De tipo sociológico y propagandístico
- Promover los valores de una sociedad sin efectivo y los peligros y contravalores del uso del dinero en efectivo:
  - Promover la vinculación del uso del dinero en metálico con el terrorismo, la delincuencia y la evasión fiscal.
  - Promover la conciencia social de que la posesión de dinero efectivo es sospechosa y te hace delincuente.
  - Promover los beneficios del uso de tarjetas para realizar los pagos.

De tipo económico y monetario
- Dejar de emitir billetes de gran valor. Como ejemplo, el Banco Central Europeo dejó de emitir billetes por valor de 500€ en 2018.[1]
- Ir retirando de la circulación los billetes de máximo valor.
- Establecer límites a los pagos en efectivo e ir bajando periódicamente dichos límites.
- Facilitar el pago, incluso de pequeñas cantidades, con tarjetas, y dificultar el pago en metálico.
- Extender el pago electrónico a través de aplicaciones de teléfonos inteligentes, tabletas, etc.

## Ventajas y ganadores en una sociedad sin dinero en efectivo
Los defensores de la eliminación del dinero en efectivo se sitúan en el grupo de economistas denominado monetarismo clásico y fundamentalmente del denominado monetarismo moderno de Milton Friedman y la Escuela de Economía de Chicago. Kenneth Rogoff es uno de los defensores de la eliminación del efectivo (cash) que puede dar un control total al sector financiero sobre los movimientos de dinero. Para Rogoff la eliminación del dinero en efectivo permitiría a los bancos centrales podrían aplicar tasas de intereses negativos durante las recesiones, cobrar por los depósitos y por tanto obligar a invertir antes que a ahorrar, es decir, reactivar la economía. Argumenta que en una sociedad sin efectivo, todo el mundo estaría obligado a mantener su dinero en forma de depósitos bancarios digitales lo que implicaría que los clientes pierden parte del control sobre su dinero ya que no podrían retirar el efectivo evitando en última instancia el pánico bancario.

### Ventajas de la eliminación del dinero en efectivo
Entre las ventajas macroeconómicas de la eliminación del dinero en efectivo están:
- Control total de la banca de la política monetaria.
- Desaparece el riesgo de contagio entre bancos y países provocados por las crisis bancarias y crisis financieras.
- Desaparece el riesgo de pánico bancario ya que no pueden realizarse retiradas masivas de depósitos en metálico (dinero en efectivo) -solamente podrían trasladarse los depósitos de una entidad a otra.
- No existen fugas de capitales fuera de control (esta ventaja es muy discutible ya que multitud de entidades financieras opacas actúan en paraísos fiscales facilitando la elusión fiscal sin necesidad de manejar dinero en efectivo).
- Eliminación de costes de producción, mantenimiento y gestión del dinero en efectivo.[22][23][7]

### Ganadores de la eliminación del dinero en efectivo: bancos y gobiernos
La desaparición del dinero en efectivo consolidaría el monopolio de la banca sobre todo el dinero y supone de hecho que el control de la economía esté en poder de los bancos centrales. La eliminación del efectivo es el triunfo definitivo de la financiarización. Los gobiernos tendrán un control mayor de todos los movimientos económicos y podrán aplicar con más rigor los impuestos correspondientes y exigir el cumplimiento de las leyes fiscales.
En este sentido numerosos representantes del sector financiero y político se han pronunciado en los últimos años sobre la eliminación del dinero en efectivo:
- El CEO del Deutsche Bank en el foro de Davos de enero de 2016 se mostró a favor de la abolición del efectivo al que augura su desaparición en 2026.[24]
- El mayor banco de Noruega, DNB, pide que el país deje de usar efectivo.
- El consejo editorial de Bloomberg publica el artículo “Bring on the cashless future” (Provoquemos el futuro sin efectivo).
- Peter Sanders, profesor de Hardvard, aboga por la eliminación de billetes de alta valor “Making it harder for the bad guys” (Haciéndolo difícil para los malos).
- Mario Draghi, presidente del BCE, anuncia que ha decidido eliminar los billetes de 500€.
- Larry Summers, profesor de Harvard y exsecretario del Tesoro estadounidense, publica en el Washington Post “It’s time to kill the $100 bill” (Es hora de matar el billete de $100).

## Desventajas y perdedores de la eliminación de efectivo

### Desventajas de la eliminación del dinero en efectivo
Entre los inconvenientes o desventajas de la eliminación del efectivo están:
- Niveles de vigilancia social masiva que pueden considerarse autoritarios e incluso totalitarios.[cita requerida]
- Desaparición de la intimidad en la economía personal y doméstica.
- La banca central puede penalizar el ahorro con intereses negativos de los que nadie podrá evadirse.
- Previsible aumento de la desigualdad social, la desigualdad económica y la marginación.
  - Exclusión social y financiera de los ciudadanos no bancarizados -sin cuentas ni tarjetas-; que serán los más perjudicados y que suelen ser los más vulnerables -sin techo, emigrantes-. Con el dinero en efectivo no hay exclusión financiera.
  - La economía de los ciudadanos pobres así como de los pequeños comercios está basada en el dinero en efectivo.

### Perdedores de la eliminación del dinero en efectivo: los ciudadanos
Desde el punto de vista del liberalismo la prohibición del efectivo delimita el derecho de propiedad, afecta a la libertad y constituye una grave amenaza a la intimidad.
Los ciudadanos podrían verse sometidos a un control económico y monetario casi absoluto por parte de instituciones no elegidas democráticamente como son los bancos privados, el banco central y otras instituciones financieras.

## Límites al pago en efectivo y costes de mantenimiento

### Límites al pago en efectivo
Países que tienen establecido legalmente un límite para realizar pagos en efectivo:
- España, 1000 euros desde la Ley 11/2021, de 9 de julio, de medidas de prevención y lucha contra el fraude fiscal[27][12][13][28][29]
- Portugal, 1000 euros.[1]
- Francia, 1000 euros.[12]
- Unión Europea, 10.000 euros.[14]

### Costes de mantenimiento del dinero en efectivo
Una de las razones por las que los bancos quieren eliminar el dinero en metálico es porque supone un coste mayor de producción, mantenimiento y gestión que otros medios de pago.
Según la Comisión Europea el coste total para la sociedad de todas las formas de pago (efectivo, cheques y tarjetas de pago), es equivalente al 3,2 por ciento del PIB de la eurozona -mayor que todo el presupuesto destinado a la Política Agrícola Común de la Unión Europea, que es el gasto más importante de todo el presupuesto de la Unión). Dos terceras partes son costes del dinero en efectivo, 1,6 por ciento del PIB europeo. El coste de mantener el dinero en buen estado para su uso se ha calculado entre los 200 y 300 euros por persona y año en la Unión Europea.

## Guerra al efectivo -The War on Cash
El sector financiero junto los gobiernos de numerosos estados están promoviendo la reducción del dinero efectivo. Esta política de eliminación del dinero efectivo se ha denominado  como guerra contra el dinero en efectivo (en inglés War On Cash). La eliminación del dinero en metálico se considera potencialmente útil pero también socialmente peligroso. Es útil para los gobiernos, los bancos centrales y entidades bancarias privadas, sobre todo en un contexto de inflación negativa (deflación) global y expansión cuantitativa les facilitaría un control de la oferta monetaria total. Pero también implica una sociedad de vigilancia masiva, orwelliana con un control absoluto del gobierno (tanto policial como tributario) pero también de las entidades privadas que no siempre pueden velar por el cumplimieno de la legalidad e incluso por hackers y delincuentes informáticos. El ciudadano pierde autonomía y puede ser controlado. Se pueden aplicar tasas negativas o devaluaciones sin posibilidad de evitarlas. También se puede legislar 'ad hoc' para impedir o prohibir el apoyo económico a personas, entidadas sin ánimo de lucro u otras organizaciones contrarias a los gobiernos de turno. Excluye a los ciudadanos no bancarizados, sobre todo pobres y emigrantes.
El aumento de transferencias bancarias sin efectivo (tarjetas, pagos en línea, etc) hace que un pánico bancario sean muy difícil. Pueden producirse transferencias de una entidad a otra o retiradas de efectivos prácticamente simbólicas.

## Grupo de presiónen defensa del dinero en efectivo
En Europa existe una asociación registrada ante la Unión Europea como grupo de presión (lobby) que defiende el dinero en efectivo ya que está integrada por empresas ligadas a la gestión del dinero físico. Entre sus argumentos para promover el dinero en efectivo o dinero en metálico frente al dinero de plástico (tarjetas) o virtual (internet) considerar su anonimato (privacidad), inclusividad (es más democrático ya que todos puedes acceder sin requistios de cuentas bancarias y tarjetas), es seguro ya que no corre riesgo de ciberataques y es más controlable por sus poseedores frente al dinero virtual.
En España la empresa Prosegur, encargada del transporte y custodia de dinero en metálico, es miembro de dicha organización internacional.